# Gmina Zbójna
Die Gmina Zbójna ist eine Landgemeinde im Powiat Łomżyński der Woiwodschaft Podlachien in Polen. Ihr Sitz ist das gleichnamige Dorf.

## Gliederung
Zur Landgemeinde Zbójna gehören 19 Ortschaften mit einem Schulzenamt:
Bienduszka
Dębniki
Dobry Las
Gawrychy
Gontarze
Jurki
Kuzie
Laski
Osowiec
Pianki
Piasutno Żelazne
Popiołki
Poredy
Ruda Osowiecka
Siwiki
Stanisławowo
Tabory-Rzym
Wyk
Zbójna